# 笠木透
笠木 透（かさぎ とおる、1937年11月2日 - 2014年12月22日）は岐阜県恵那市生まれのフォークシンガー。

## 人物
1937年11月2日、岐阜県恵那郡岩村町（現・恵那市）に生まれる。岐阜大学卒業後、教員、出版社勤務を経てフリーのフォークシンガーに。1969年から1971年の3回にわたり中津川労音の事務局長として中津川フォークジャンボリーの企画・運営に携わる。
その後、フィールド・フォークを提唱し、テレビ出演などのマスメディアにほとんど頼らない活動を続けて、小さな町や村など全国津々浦々でコンサートを行っていた。
1971年、「我夢土下座」（カムトゲザ、COME TOGETHER）を結成。1985年、坂庭省悟、安達元彦、進藤了彦、赤木一孝らと「フォークス」を結成（後に松崎博彦が参加）し、リーダーをつとめる。フォークス解散後ソロとして活躍する一方、F・F・C（フィールド・フォーク・カルチャー）ユニオンを結成。その後、1994年、増田康記、岩田健三郎、岩田美樹、安川誠、山本忠生らと｢雑花塾」を結成、上田達生（山口）、佐藤せいごう（茨城）、北嶋誠（茨城）、鈴木幹夫（長野）、尾崎ツトム（岡山）などのメンバーとともに全国各地で精力的に活動を続けていた。「私の子どもたちへ」「あなたが夜明けを告げる子どもたち」｢私に人生といえるものがあるなら｣｢わが大地のうた」などオリジナルは800曲を超える。
2005年の春に、「憲法フォークジャンボリー制作　連根の会」を立ち上げ、全国各地での憲法フォークジャンボリーの開催を呼びかけている。
また、KBS京都、東海ラジオ、岐阜放送ラジオのDJ、パーソナリティーなどをつとめた。
2014年12月22日、直腸癌のため死去。77歳没。

## 作品（ソロのみ）
- 「私の子どもたちへ」（1993年）
- 「昨日生れたブタの子が」（1995年）
- 「君よ五月の風になれ」（1996年）
- 「わが大地のうた」（2004年）
- 「鳥よ鳥よ青い鳥よ」
- 「ピース・ナイン（笠木透と雑花塾）」（2005年）